# Glossario di cucito
Raccoglie i termini inerenti al cucito, alla sartoria e al ricamo.

## A
Abito completo da uomocomunemente chiamato semplicemente completo o abito, è un indumento di origine britannica, composto solitamente da una giacca e da un pantalone dello stesso tessuto.
Alamaroè un tipo di allacciatura realizzata con una striscia di seta, pelle o cordoncino chiusa a cappio a formare un occhiello, dove viene fatto passare un bottone.
Alcantaramateriale sintetico che imita la pelle di daino.
Altezzamisura della distanza tra le cimose di una pezza di stoffa.
Agoè un attrezzo utilizzato per cucire, di forma allungata ed appuntito ad una estremità. Si usa per unire tramite una cucitura tessuti, cuoio, feltro, materie plastiche, budello e altri materiali che possano essere forati dalla sua punta.
Agoraiola custodia per contenere aghi.
Asolatipo di occhiello.

## B
Banderaè un ricamo a punti liberi realizzato su uno speciale tessuto detto tela bandera, in uso presso le corti piemontesi nel XVIII secolo.
Batistatipo di tessuto molto fine, trasparente e leggero di mano morbida, realizzato in lino ad armatura tela.
Bissotessuto realizzato con la seta prodotta da un mollusco.
Bottoneè un piccolo oggetto solitamente piatto e di forma tondeggiante usato per chiudere gli abiti.
Broccatotessuto, apparentato col damasco, con una lavorazione aggiuntiva: si ottiene con trame supplementari che intervengono solo nelle zone da decorare, in seta, pesante, da tappezzeria.

## C
Canovaccioè un tessuto usato come base o guida per il ricamo.
Caposi intende capo di abbigliamento
Cartamodelloè il disegno o sagoma base, fatto in carta, usato per la realizzazione di un abito.
Cavallo (abbigliamento)è la parte di indumenti che coprono gli arti inferiori (come pantaloni, mutande, collant) che si trova esattamente al punto di congiunzione delle gambe con il tronco.
Cerniera lampodetta anche zip, lampo o bottega è un tipo di chiusura che serve ad unire due lembi di tessuto o di altro materiale non rigido.
Chiacchierinoè un tipo di merletto per bordure costruito con una serie di anelli, nodi e catene.
Chiffonstoffa molto leggera, a velo trasparente in armatura tela prodotta con filati fortemente e diversamente ritorti.
Chinétessuto di seta, ad armatura tela, di colore screziato, caratterizzato da disegni dai contorni sfumati ottenuti con la colorazione dell'ordito prima della tessitura anziché con la stampa sul tessuto già fatto.
Chintzrobusto tessuto di cotone, ad armatura tela o raso è caratterizzato dai colori vivaci e dalla mano lucida, ottenuta con una forte calandratura.
Cimossao cimosa (in alcune regioni vivagno) è il bordo non tagliato di una pezza di tessuto, il lato destro e sinistro quando esce dal telaio.
Cinturao cinghia o cinta è una striscia flessibile generalmente di pelle o tessuto che si porta attorno alla vita, in sartoria cintura può essere la parte di un capo.
Colletto (abbigliamento)è la parte di una camicia, vestito, cappotto o altri capi d'abbigliamento, che avvolge o incornicia il collo
Cotone (filo)il filato di cotone viene ottenuto con la filatura di fibre ricavate dalla peluria che ricopre i semi di una pianta del genere Gossypium.
Crêpefilato simile all'organzino ma più fittamente ritorto (da 16 a 32 giri al centimetro), per tessuti crêpe, cioè increspati.
Crêpenome generico di tessuti, diversi nei materiali e nel peso, caratterizzati dall'aspetto increspato, granuloso e mosso.
Crêpe de chinetessuto ottenuto con l'impiego di trame a torsione alternata, compatto e pesante si drappeggia bene.
Crêpe marocaintessuto pesante, per effetto del filo di trama più grosso di quello di ordito si creano delle costine ondulate orizzontali.
Crêpe satintessuto morbido, rasato, lucido sul diritto e opaco sul rovescio.
Crêpe di lana (crepella)tessuto in lana di vario peso comunque leggero, come per la seta è la forte torsione del filato che gli dà la superficie granulosa.
Cretonnetessuto di tela forte, bianca o stampata.

## D
Damascatoè un tessuto che assomiglia al damasco ma ne differisce per essere realizzato con filati di diversi colori, per cui l'effetto di lucido-opaco viene ampliato dall'effetto dei colori.
Damascotessuto operato monocolore con disegni stilizzati o floreali ad effetto di lucido-opaco, armatura seta.
Denimtessuto che si usa per confezionare i blue-jeans.
Ditaleè un piccolo oggetto usato per proteggere le dita mentre si cuce.
Doeskintipo di fustagno che imita le pelle di daino.
Doppiopettoè un tipo di allacciatura tipico delle giacche eleganti, nella quale le due parti del davanti della giacca si uniscono fra loro con due file parallele di bottoni
Dritto filoil senso dei fili d'ordito di un tessuto.

## E
Écruè un termine usato per descrivere filati o tessuti come seta o lino nella loro condizione originaria grezza, ossia né sbiancate né tinte.
Emianeè un tessuto di nascita abbastanza recente, composto di fibre di lino e fibre di cotone, con armatura a tela.
Etaminenome francese per stamigna.
Etichettatura tessilel'insieme delle indicazioni che obbligatoriamente per legge devono apparire su apposita etichetta su ogni capo di abbigliamento ed ogni prodotto tessile messo in commercio.

## F
Felpatipo di stoffa con un lato peloso, sovente una maglina.
Feltrostoffa realizzata in pelo animale. Non è un tessuto ma viene prodotto con l'infeltrimento delle fibre.
Fettucciaè una striscia sottile di tessuto. Non è tagliata da una pezza di stoffa ma tessuta con la larghezza necessaria, ha armatura a tela, serve per rinforzo o legatura.
Fiandrapregiato tessuto operato monocolore con disegni in lucido-opaco usato per tovagliato.
Filatoè l'insieme di fibre tessili tenute assieme da una torsione a formare un filo.
Filetè un tipo di merletto o pizzo dalla caratteristica quadrettatura.
Flanellatessuto leggero, morbido, caldo, con armatura a saia.
Foderatessuto usato per rivestire internamente i capi d'abbigliamento.
Forbice zig-zagtipo di forbice per tagliare i tessuti a zig-zag.
Forbicisono uno strumento utilizzato per tagliare materiali sottili che richiedono poca forza, quali carta, cartone, tessuti.
Frangiaè un ornamento tessile posto sul bordo di capi d'abbigliamento o pezzi d'arredamento.
Fustagnotessuto con armatura a saia a 3 o a 4, tinta unita, robusto, di mano scamosciata.

## G
Gabardinatessuto in filato pettinato in tinta unita, di un certo peso e mano asciutta, per impermeabili.
Garzaa giro inglese, molto solida; falsa garza a armatura tela; huck lace produce tessuti traforati, con un'armatura tipo si possono ottenere, cambiando la movimentazione dei licci, tipi di garze differenti. Adatti a tende, tovagliato e abbigliamento.
Georgettetessuto estremamente leggero e sottile, di mano rigida, ad armatura tela.
Gessospeciale gessetto usato per scrivere sui tessuti.
Gigliuccioè un punto di ricamo di antica scuola marchigiana, tuttora molto usato per la bordatura per lo più di biancheria da letto.
Gobelinè un tessuto, fatto con un telaio jacquard, che cerca di imitare gli arazzi Gobelins, per tapezzeria.
Gros graintessuto in tinta unita a dominante d'ordito, segnato da sottili rigature orizzontali.
Gugliatala porzione di filo che si taglia dalla spoletta per infilarla nell'ago.

## I
Imbastituraè una cucitura provvisoria utilizzata in sartoria, eseguita a mano o a macchina, in cui i punti, sostituendo i definitivi, vengono cuciti con tratti e spazi più ampi.
Interfoderafalda che viene posta tra il tessuto e la fodera come rinforzo o imbottitura.
Inglassinaturaoperazione di confezione con cui si unisce la parte interna di un capo con la parte esterna. Esempio: 1) applicazione del rullino al giro manica con macchina imbastitrice; 2) imbastitura fodera al giro manica e spalle mediante macchina per cucire speciale; 3) cucito maniche e rifilo spalline mediante macchina speciale; 4) ribattitura del semigiro inferiore della fodera manica, con macchina a braccio punto normale, ecc. ( Dal "MODABOLARIO di Antonio Donnanno , cioè lo scrivente)

## J
Jabotè un ornamento cucito o semplicemente applicato sul petto di camicie o di bluse, realizzato in pizzo o nello stesso tessuto del capo.

## L
Lodenè un tessuto di lana tipico del Tirolo e dell'Alto Adige.

## M
Macchina per cucireè un'apparecchiatura meccanica, brevettata nel 1842 da John J. Greenough, o elettromeccanica impiegata per unire, con una cucitura, stoffe o pelli attraverso il passaggio di uno o più fili di cotone o altri materiali per mezzo di un ago oscillante in modo alternato dall'alto verso i basso.
Macramèè il nome di merletti tipici della Liguria ottenuti con legature e intrecci.
Manica (abbigliamento)è il termine con il quale viene indicata quella parte di un indumento che copre un braccio, o attraverso il quale il braccio passa.
Manichinoquello usato in sartoria ha solo la parte centrale del corpo, è cioè senza testa, braccia e gambe, al loro posto per reggerlo vi è una piantana, solitamente un treppiede, serve a provare gli abiti mentre si confezionano.
Martingalaha vari significati, tutti più o meno derivati da quello principale, cioè una cintura di collegamento (o mezza cintura) che viene usata nell'abbigliamento.
Matassaè costituita dall'assembramento ordinato di un ammasso di filo, disposto a spirale, in forma circolare. Può avere peso e dimensione differente determinate dalle caratteristiche del filo, dall'uso e dalla tradizione.
Matassinaformato del filo per ricamo.
Merlettoo pizzo o trina è una particolare lavorazione dei filati per ottenere un tessuto leggero, prezioso e ornato.
Metro da sartometro flessibile usato dai sarti.
Mezzo punto croceè un punto basilare per il ricamo consistente in una semplificazione del punto croce.
Modistaera, sino alla seconda metà del Novecento, un operatore del commercio dell'abbigliamento, di solito una donna, che confezionava o vendeva abiti, cappelli e altri tipi di accessori di abbigliamento femminili.
Mussolatessuto molto leggero in armatura tela e a trama molto rada simile alla garza da medicazione.

## N
Nastroè una sottile striscia di materiale flessibile, solitamente tessuto ma anche di plastica o carta.
Nattèo panama (perché simile all'intreccio che caratterizza il cappello di Panamá) è un tessuto derivato dall'armatura tela, dal francese, significa cestino. Si ottiene per ampliamento parinumero dei fili, sia di ordito che di trama.
Nido d'apetessuto a tre dimensioni, in superficie un reticolo in rilievo, in profondità le nicchie dei buchi. Adatto ad asciugamani e accappatoi per la capacità di assorbire l'acqua.

## O
Occhielloè l'apertura in cui si infila il bottone per ottenere la chiusura di un abito.
Orditoo catena è l'insieme di fili che insieme a quelli della trama concorrono nel formare un tessuto.
Organzatessuto sottile e trasparente, ad armatura tela, realizzato con il filato di seta organzino.
Organzinofilo ritorto in un senso accoppiato e ritorto con un altro filo nel senso opposto (4 giri al centimetro), usato per l'ordito.
Oxfordtessuto per camicie caratterizzato dall'armatura nattè con fili d'ordito colorati e fili di trama bianchi.

## P
Paillettesspesso accostati alla bigiotteria sono piccoli dischi di materiale plastico colorato, con una elevata proprietà riflettente che si applicano sugli abiti per decorazione.
Pannotessuto di lana che viene follato (infeltrito) per renderlo impermeabile e garzato per ottenere un lato peloso.
Panno casentinotradizionale tessuto di lana tipico del Casentino.
Panno grosso bergamascotessuto pregiato ruvido, caldo e molto robusto.
Panno lencistoffa colorata, morbida, resistente e leggera, non essendo tessuta è un feltro.
Passamaneriaè composta da molti tipi di bordure che servono per decorare o rifinire abiti o oggetti. Gli scopi per cui si utilizza sono due: quello strutturale di finitura, per coprire giunte, fermare orli, impedire lo sfilacciamento; quello estetico di decorazione, sicuramente il più importante, per abbellire e costruire decorazioni.
Patchwork(tradotto indica "lavoro con le pezze") è un manufatto che consiste nell'unione, tramite cucitura, di diverse parti di tessuto al fine di ottenere un oggetto per la persona o la casa,
Pelucheè un particolare tessuto formato da fibre naturali o sintetiche, caratterizzato da un pelo lungo e morbido.
Pied de pouletessuto con disegno a zampa di gallina, saia in cui si montano fili colorati, 4 bianchi e 4 neri.
Pincepronuncia pèns, piega pinzata, cucita, fatta nei punti di un vestito dove serve per modellarlo sulla forma del corpo.
Piquéè un tessuto di cotone con motivi in rilievo, rombi, quadrati, puntolini, generalmente bianco.
Pizzoo merletto, tessuto con particolare tramatura, che disegna sul prodotto degli intarsi con varie fantasie.
Poisdal francese significa piselli, disegno a pallini, grossi punti distribuiti regolarmente sul tessuto.
Polsinoè la parte terminale della manica che avvolge il polso.
Popelineè un leggero tessuto di cotone di mano fresca e asciutta, per la confezione di camicie.
Prêt-à-porterè un'espressione della lingua francese che significa "pronto da indossare".
Pronto modaè una modalità produttiva utilizzata prevalentemente nel settore della produzione di abbigliamento. È caratterizzata da una tempistica di produzione drasticamente ridotta, con uscite di prodotto ininterrotte e repentini riassortimenti.
Puncettopizzo ad ago tipico della Valsesia.
Puntaspilliè un cuscinetto imbottito che serve a contenere gli spilli.
Punti di cucituratutti i tipi di punti fatti a mano e con macchina per cucire.
Punto anticoè una tecnica di ricamo a fili contati da eseguire su tessuto a trama visibile e regolare, cioè con trama e ordito uguali, tipo lino bellora o bisso, e che si basa sull'alternarsi di vuoti e pieni nella forma di disegni geometrici.
Punto Assisiè una tecnica di ricamo che vede abbinati il punto croce e il punto scritto, per cui necessita di un canovaccio a fili contati.
Punto croceè una tecnica di ricamo su tela, con ago a punta arrotondata e cruna lunga, basata sull'intreccio di fili colorati in modo da formare una X.
Punto quadroè un punto di ricamo a fili contati che si presenta come una serie di quadratini allineati.
Punto realeo punto piatto è un punto di ricamo tra i più usati. Solitamente viene chiamato piatto quando si esegue su tele dalla trama sottile (lino, cotone), ed è una variante del punto pieno.

## R
Rasatellotessuto di cotone in armatura raso da 5, peso medio, molto liscio.
Rasoo satin è un tessuto fine, lucido, uniforme, dalla mano morbida. Costruito con armatura a raso, in cui i punti di legatura sono radi e largamente distribuiti così da apparire nascosti.
Ricamoè l'attività artigianale ed il prodotto del disegno con l'ago su un tessuto.
Roccaè un formato industriale di stoccaggio del filato. Consiste nell'arrotolare il filo intorno ad un'anima a forma di cono o tronco di cono, fatta in cartone o plastica, la sua caratteristica è la disposizione inclinata del filo che permette lo srotolamento senza muovere la rocca.
Rocchettoè un supporto su cui si avvolge il filo che permette di svolgerlo in maniera ordinata. Fa parte di congegni come la macchina per cucire.

## S
Saiaè un tipo di tessuto caratterizzato dalla diagonale. Si chiama anche saglia, sargia, spiga, diagonale, levantina, batavia, in inglese è twill. La saia è la seconda armatura base, con tela e raso, ha andamento diagonale, con un dritto e un rovescio, uno a effetto di trama e l'altro a effetto di ordito.
Sartoè l'operatore artigiano che confeziona gli abiti (maschili e femminili):
Sartoriaè il laboratorio dove si confezionano abiti, vi lavora il sarto o sarta coadiuvato da aiutanti che erano chiamate piccinine. Vi si preparano abiti su misura o si fanno modifiche personalizzate su capi preconfezionati.
Sbieco(tralice, in alcune regioni italiane) è la direzione, in un tessuto, a 45° rispetto alla direzione dei fili di trama e ordito.
Scolloo scollatura è la parte di un indumento che circonda il collo dell'indossatore. Il modo in cui esso assume forme diverse dipende fortemente dal sesso dell'indossatore e dalla moda.
Seersuckertessuto di cotone usualmente a righe, usato per confezionare indumenti estivi.
Serabendè una categoria di tappeti persiani prodotti in una regione a ovest di Malayer, il cui centro principale è Mal-e-Mir.
Setasigla SE, fibra naturale proteica di origine animale con la quale si possono ottenere tessuti tendenzialmente pregiati.
Shantungtessuto di seta selvaggia (tussah), di colore unito, caratterizzato da una superficie ruvida, molto irregolare e dall'aspetto grezzo.
Spaccoè un taglio o un'apertura che viene ricavato sulle gonne, per facilitare il movimento delle gambe dell'indossatrice.
Spighettastriscia di tessuto con armatura a saia a lisca di pesce che gli dona l'aspetto tipico rigato a V. Serve per rifinire orli, scolli o per decorazione.
Spallinaè un tipo di imbottitura utilizzato nell'abbigliamento maschile e femminile, per dare l'illusione che l'indossatore abbia le spalle più ampie e dritte.
Spilloè un oggetto usato per unire provvisoriamente due lembi di materiale sottile. Assomiglia ad un ago senza la cruna.
Spoletta (filo)o spagnoletta è un formato di stoccaggio di filo usato per il cucito.
Spugnatessuto con anelli di filo che gli permettono di assorbire l'acqua.
Stamignao stamina è tessuto ad armatura tela con fili radi, di mano molle e medio peso, conosciuta col nome francese ètamine.
Strasciconell'abbigliamento femminile, è la parte posteriore di una gonna o di un vestito, che data l'eccessiva lunghezza viene trascinata sul pavimento dietro l'indossatrice.

## T
Taffetàtessuto di seta, ad armatura tela, di mano lucida e frusciante.
Tagliacucimacchina tessile che taglia e cuce in un unico passaggio.
Tappetoè un grosso tessuto di materiale vario, usato per ricoprire pavimenti, tavoli e superfici simili.
Tartanè un particolare disegno dei tessuti in lana delle Highland scozzesi. Il kilt, il tipico gonnellino scozzese, è realizzato in tartan.
Tascaè una sacca di dimensioni variabili ricavata o cucita su alcuni capi di abbigliamento, per contenere oggetti di piccole dimensioni.
Telamodo più semplice con cui si possono intrecciare i fili di trama e ordito per costruire un tessuto.
Tela aidaè il tessuto che costituisce supporto principale per il ricamo contato, tecnica sulla quale si basa il punto croce.
Tela banderaè un tessuto di fibre naturali (cotone o lino), dalla trama regolare, l'armatura è un piccolo operato anche se viene chiamata tela per il ricamo Bandera.
Tessutoè un manufatto realizzato tramite un intreccio di fili perpendicolari tra di loro, l'operazione necessaria per realizzarlo si chiama tessitura.
Titolazioneè l'operazione che determina il titolo di un filo o di un filato. Non essendo possibile misurare direttamente la sezione di una fibra perché facilmente deformabile e il più delle volte non circolare, si ricorre al titolo per caratterizzarne la finezza.
Tombolo (merletto)è un pizzo fatto a mano che viene realizzato in tutte le parti d'Italia, con l'ausilio dell'omonimo strumento e delle fuselle.
Tomboloè un cuscino cilindrico tradizionale usato per la tessitura di pizzi e merletti.
Tramaè l'insieme di fili che con quelli dell'ordito concorrono nel formare un tessuto.
Trecciaè una struttura complessa formata dall'intrecciamento di tre o più fili di materiale flessibile come tessuto, cavi o capelli.
Tulle (tessuto)tessuto dall'intreccio molto rado e trasparente, tecnicamente è una garza a giro inglese.
Tweedtessuto in lana originario della Scozia, ad armatura saia che determina la lisca di pesce.
Twillnome inglese della saia.

## V
Velcroè un metodo di chiusura inventato da George De Mestral agli inizi degli anni 1950, è composto di due strisce che si agganciano tra di loro, una con uncini, l'altra con anelli.
Vellutotessuto che presenta sulla faccia del dritto un fitto pelo (velluto unito) o una serie di anelli (velluto riccio).
Velourfilato in cui sono inseriti pezzettini di filato peloso che danno un effetto velluto o tessuto con superficie vellutata.
Viscosaè una fibra tessile artificiale cellulosica, ottenuta con l'impiego di solfuro di carbonio.